# Zonsverduistering van 27 december 2084

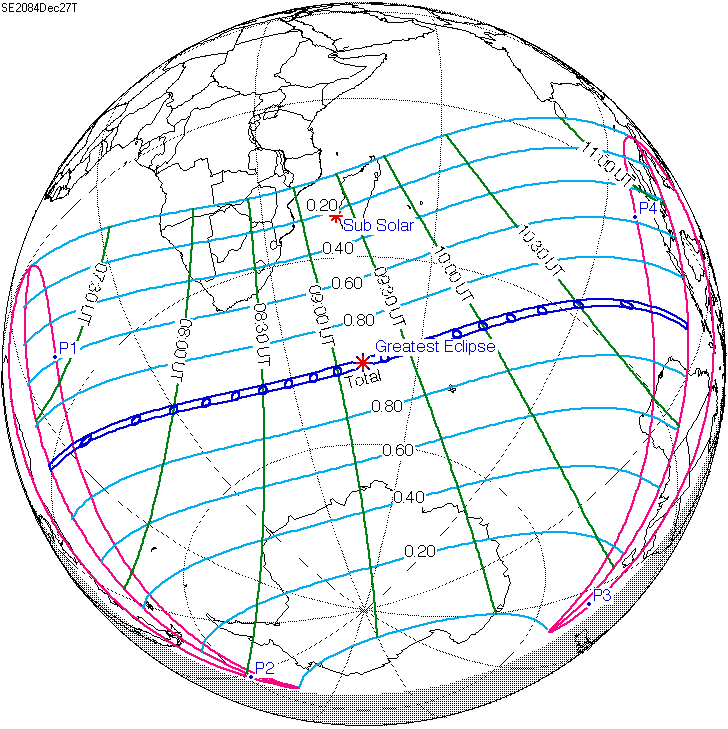
De zonsverduistering is te zien tussen de blauwe lijnen.

De totale zonsverduistering van 27 december 2084 trekt veel over zee, maar is te zien op de Crozeteilanden.

## Lengte

### Maximum
Het punt met maximale totaliteit ligt op zee ver van enig land op coördinatenpunt 47.323° Zuid / 47.6989° Oost en duurt 3m04,4s.

### Limieten
| Fenomeen                    | Code | Tijdstip UTC  |
| --------------------------- | ---- | ------------- |
| Eerste contact bijschaduw   | P1   | 06:37:23.0 UT |
| Eerste contact kernschaduw  | U1   | 07:36:02.5 UT |
| Kernschaduw compleet vanaf  | U2   | 07:37:25.1 UT |
| Bijschaduw compleet vanaf   | P2   | 08:50:00.3 UT |
| Maximum eclips              | GE   | 09:11:10.3 UT |
| Bijschaduw compleet t/m     | P3   | 09:32:29.8 UT |
| Kernschaduw compleet t/m    | U3   | 10:44:58.3 UT |
| Laatste contact kernschaduw | U4   | 10:46:23.0 UT |
| Laatste contact bijschaduw  | P4   | 11:44:58.0 UT |